# Plinio Corrêa de Oliveira
Plinio Corrêa de Oliveira (São Paulo, 13 de dezembro de 1908 – 3 de outubro de 1995) foi um escritor, conferencista, advogado, jornalista e líder católico brasileiro.
É conhecido por ser o principal fundador e o primeiro presidente do Conselho Nacional da Sociedade Brasileira de Defesa da Tradição, Família, e Propriedade (TFP). Entidade civil que na época do seu falecimento tinha mais de mil e quinhentos membros efetivos sem contar simpatizantes e havia inspirado a criação de TFPs em mais de 26 países nos cinco continentes, na maioria das vezes por membros oriundos do Brasil e sob a direção intelectual do presidente. Iniciou seu ativismo católico em 1928 nas Congregações Marianas, e morreu 67 anos depois, ficando conhecido como o "Cruzado do Século XX"[carece de fontes?].
Foi um dos expoentes do catolicismo tradicionalista do século XX no Brasil. Por meio da TFP procurou combater o comunismo e o progressismo religioso conforme a orientação romana e os princípios defendidos por ele em seu principal livro, "Revolução e Contrarrevolução". A obra trata do processo de afastamento do Ocidente da influência do Catolicismo, desde a Revolução Protestante, Revolução Francesa e a Revolução Comunista, define as características metafísicas da "Revolução" como o igualitarismo e o liberalismo, suas fases, sua profundidade, sua meta, e propõe métodos de ação contrarrevolucionária, explicando as características da "Contrarrevolução".
Foi professor catedrático de História na PUC-SP, líder da Congregação Mariana e deputado mais votado na Constituinte de 1934[carece de fontes?]. Era presidente da Junta Arquidiocesana da Ação Católica e Prior Carmelita Terceiro[carece de fontes?]. Fundou a Ação Universitária Católica (AUC) na Faculdade de Direito de São Paulo e o mensário Catolicismo. É autor de 15 livros com a totalidade ultrapassando a faixa de milhões de cópias vendidas, e tradução para mais de 10 idiomas. Escreveu para os jornais "O Legionário", "Catolicismo" e "Folha de S.Paulo" somando milhares de artigos. Recebeu elogios do Papa Pio XII e Paulo VI, dos Cardeais Stickler, Oddi, Ciappi O.P., Brandmüller, Burke, dos teólogos Pe. Anastasio Gutiérrez C.M.F., Pe. Victorino Rodriguez, O.P., Pe. Antonio Royo Marín, do Pe. Klaus Gorges, fundador da FSSP, e do historiador Roberto de Mattei, que escreveu uma biografia sobre ele.
Primo de Adolpho Lindenberg[carece de fontes?], engenheiro criador da famosa construtora paulista homônima, foi presidente de honra do Instituto Plínio Corrêa de Oliveira.

## Biografia

### Família
Plinio Corrêa de Oliveira nasceu em um domingo, dia 13 de dezembro de 1908, de duas conhecidas famílias brasileiras.

Pais de Plinio, foto de noivado

Do lado paterno a família Correia de Oliveira, de senhores de engenho, em Pernambuco, descendente de heróis da guerra contra os holandeses. Entre os membros desta, que tiveram destacada participação na vida pública, o conselheiro João Alfredo Correia de Oliveira, senador vitalício do Império e membro, também vitalício, do Conselho de Estado. Conferiu-lhe verdadeira celebridade o fato de, como primeiro-ministro, haver promulgado, com a Princesa Isabel, na ocasião Regente do Império, a Lei de libertação dos escravos, cognominada “Lei Áurea”, de 13 de maio de 1888. Proclamada a república, João Alfredo presidiu por longos anos, como pessoa de confiança da Princesa “Redentora”, então exilada em França, o Diretório Monárquico. Teve por irmão o senhor do engenho de Uruaé, Leodegário Corrêa de Oliveira, do qual é neto Plinio Corrêa de Oliveira.
Do lado materno, os Ribeiro dos Santos, pertencia à tradicional classe dos paulistas ditos “quatrocentões”, isto é, provenientes dos fundadores ou primeiros moradores da cidade de São Paulo, contando-se, entre os seus ascendentes, vários famosos bandeirantes. Entre os antepassados maternos de Plinio Corrêa de Oliveira destacou-se, durante o reinado do imperador D. Pedro II, o professor Gabriel José Rodrigues dos Santos, catedrático da já então famosa Faculdade de Direito de São Paulo, advogado, orador de grandes dotes e deputado, primeiramente a nível provincial e mais tarde em nível nacional. Nestas funções, logo adquiriu realce, até morrer prematuramente.

Lucilia C. Ribeiro dos Santos, na sede do jornal O Legionário

Lucília Ribeiro dos Santos, mãe de Plínio, nasceu em Pirassununga, São Paulo, a 22 de abril de 1876, sendo a segunda de cinco filhos. A sua infância transcorreu num ambiente doméstico tranquilo e aristocrático, iluminado pela figura dos pais António (1848-1909), um dos melhores advogados de São Paulo naquela época, e Gabriela (1852-1934). Em 1893, a família transferira-se para São Paulo, residindo num palacete no bairro dos Campos Elísios. Aqui, com trinta anos de idade, Lucília conhecera e desposara o advogado João Paulo Corrêa de Oliveira, oriundo de Pernambuco, no Nordeste brasileiro e que se mudara para São Paulo, talvez por sugestão do tio, o Conselheiro João Alfredo.
Quando esperava o nascimento de Plinio, o médico anunciou a Dona Lucília que o parto iria ser arriscado e que provavelmente ela ou o menino morreriam. Perguntou-lhe se não preferiria que lhe praticassem o aborto, para não arriscar a própria vida. Dona Lucília de modo tranquilo, mas firme, respondeu: "Doutor, esta não é uma pergunta que se faça a uma mãe! O Sr. nem deveria sequer tê-la cogitado!".
Fez os estudos secundários no Colégio São Luís, pertencente à Companhia de Jesus, de São Paulo, e diplomou-se no ano de 1930, em Ciências Jurídicas e Sociais na Faculdade de Direito do Largo de São Francisco. Em 1928 ingressou no movimento de jovens das Congregações Marianas de São Paulo. Logo tornou-se o principal líder deste movimento em todo o Brasil, destacando-se pelos seus dotes de orador, conferencista, escritor e homem de ação.[carece de fontes?]

### 1943-47: Publica "Em Defesa da Ação Católica" contra o progressismo no Brasil na época.
Em junho de 1943, prefaciado pelo Núncio D. Bento Aloisi Masella e com o Imprimatur do Arcebispo de São Paulo, veio a lume "Em Defesa da Ação Católica”, assinado por Plínio Corrêa de Oliveira na sua qualidade de presidente da Junta Arquidiocesana da Ação Católica de São Paulo.[carece de fontes?]

Inauguração das novas máquinas do “Legionário”, estando presente o Arcebispo de São Paulo, D. Duarte Leopoldo e Silva. À direita do Arcebispo, Da. Lucilia Corrêa de Oliveira e Plinio Corrêa de Oliveira. À sua esquerda, o Bispo de Sorocaba, D. José Carlos de Aguirre, o Bispo-auxiliar de São Paulo, D.José Gaspar, e Da. Olga de Paiva Meira, Presidente da Liga das Senhoras Católicas

Nele foram condenados, entre outros, os seguintes supostos erros: o igualitarismo entre o leigo e o sacerdote, o apostolado da infiltração, o desejo da impunidade e do indiferentismo religioso, imoralidades nas vestimentas das mulheres, a crença na santificação automática com a liturgia, a falsa vida interior, os ambientes imodestos como carnavais, praias, bailes, etc.
"Era um gesto de kamikaze. Ou estouraria o progressismo, ou estouraríamos nós. Estouramos nós. Nos meios católicos o livro suscitou aplausos de uns, a irritação furibunda de outros e uma estranheza profunda na imensa maioria. A noite densa de um ostracismo pesado, completo, intérmino, baixou sobre aqueles meus amigos que continuaram fiéis ao livro. O esquecimento e olvido envolveram-nos, quando ainda estávamos na flor da idade: era este o sacrifício previsto e consentido (...), o progressismo nascente recebeu com o livro um golpe de que até hoje não se refez". Em 1944, com a morte prematura de D. José Gaspar, o substituiu D. Carlos Carmelo de Vasconcelos Motta, o qual impôs à equipe do Legionário um "armistício" como desaprovação para os seus dirigentes, e o clima mudou para o "Grupo do Plinio", como já era chamado. Ele perdeu o seu cargo de presidente da Ação Católica. o Pe. Mayer, vigário-geral da Arquidiocese, foi removido para o bairro de São José do Belém, como simples vigário ecônomo, o Pe. Sigaud foi enviado para a Espanha. Por fim, em dezembro de 1947, Plinio foi afastado da direção do Legionário. Em 1948 D. Hélder Câmara assumiu o cargo de assistente eclesiástico da Ação Católica Brasileira.
Nesta mesma época falava do suposto perigo muçulmano para o mundo:
| “ | Seja como for, o mundo muçulmano está na iminência de uma grande ressurreição religiosa (...). | ” |

| “ | Por outro lado, o perigo muçulmano é imenso. O Ocidente parece fechar-lhe os olhos, como os tem ainda semicerrados ao imenso perigo amarelo (...) Nos dias de hoje, com homens, armas e dinheiro, tudo se faz. Dinheiro e homens, o mundo muçulmano os possui à vontade. Adquirir armas, não será difícil (...). | ” |

| “ | A regra das coisas deste mundo é invariavelmente esta: para os míopes, os homens de visão normal passam por visionários. Já nos chamaram tantas vezes de visionários até que a evidência rotunda dos fatos impusesse silêncio a muitos míopes. Chame-nos a bancada dos míopes mais uma vez de visionários: o problema muçulmano vai constituir uma das mais graves questões religiosas de nossos dias, depois da guerra. | ” |

O suposto profetismo nesta questão foi confirmado pelo padre jesuíta João Batista Libanio, um dos expoentes da Teologia da Libertação e, portanto, contrário a Plinio:
| “ | Plinio Corrêa de Oliveira fez uma palestra para os jesuítas em 1940, permeada de uma ideia toda messiânica, dizendo que o grande problema do cristianismo era o islamismo. Há 50 anos, foi profético, ou a História foi, por outras razões, caminhando nesse sentido. O fato é que se confirma o que ele intuiu. | ” |

## Década de 40-50-60

### 1948-59: Funda o Mensário "Catolicismo", Escreve seu Magnum Opus "Revolução e Contrarrevolução"
Pouco antes de serem fechados os membros do "Legionário" tiveram pelo menos a agradável surpresa de verem o Pe. Sigaud ser nomeado Bispo de Jacarezinho em Janeiro de 1947[carece de fontes?]. Não muito tempo depois, em Março de 1948, o Grupo se enchia de alegria com nomeação do Pe. Mayer para Bispo coadjutor de Campos. A razão dessas nomeações ficou clara quando a 26 de Fevereiro de 1949, uma carta da Secretaria de Estado, assinada pelo então Substituto Mons. Montini, que viria a ser o Papa Paulo VI mais tarde, comunicava oficialmente a Plinio o elogio e a bênção de Pio XII pela sua obra "Em Defesa da Ação Católica".
Em janeiro de 1951, D. Antônio de Castro Mayer fundou, em Campos, o mensário de cultura Catolicismo[carece de fontes?]. No entanto, foi para que a Revista estivesse sob sua direção espiritual e apoio, visto que o grupo editorial era formado por antigos membros do semanário Legionário, entre eles: José Carlos Castilho de Andrade, Fernando Furquim de Almeida, Adolpho Lindenberg e José de Azeredo Santos[carece de fontes?]. A liderança cabia, como antes, a Plinio Corrêa de Oliveira, o qual abriu o primeiro número de Catolicismo com um artigo não assinado que dizia: "E é esta nossa finalidade, o nosso grande ideal. Caminhamos para a civilização católica que poderá nascer dos escombros do mundo de hoje, como dos escombros do mundo romano nasceu a civilização medieval. Caminhamos para a conquista deste ideal, com a coragem, a perseverança, a resolução de enfrentar e vencer todos os obstáculos, com que os cruzados marcharam para Jerusalém".

Nesta Revista foi lançada em 1959 a obra principal de Plinio: "Revolução e Contrarrevolução". Esta, até os dias atuais, foi elogiada por ilustres teólogos, catedráticos e prelados, teve 26 edições e tradução para mais de 10 línguas. A obra identifica os valores metafísicos da "Revolução", suas fases, sua profundidade, sua meta, e propõe métodos de ação contrarrevolucionária, bem como explica as características da "Contrarrevolução". No mesmo mensário exprimia-se de forma original também na seção "Ambientes, Costumes, Civilizações", em que, através da análise de quadros, fotografias, desenhos, modas, colocava em foco os valores da civilização cristã e o processo de dissolução que os atingia, criando uma autêntica filosofia ou até mesmo uma teologia do belo, iluminando aspectos até então pouco ou nunca considerados pelos escritores contrarrevolucionários.

Plinio Corrêa de Oliveira ao centro, à esquerda da imagem de Nossa Senhora de Fátima, como Prior Carmelita terceiro do Sodalício Virgo Flos Carmeli dos membros da TFP

### 1960-65: Funda a TFP, Livros contra a Reforma Agrária no Brasil, Combates no Concílio Vaticano II
Em 26 de Julho de 1960 foi fundada em São Paulo a Sociedade Brasileira de Defesa da Tradição, Família e Propriedade (TFP), entidade de caráter cultural e cívico, de inspiração católica, com Plinio Corrêa de Oliveira como presidente vitalício e Fernando Furquim de Almeida (1913-1981) como vice-presidente vitalício, embora o início da atividade pública da TFP remonte a 25 de Julho de 1963.
O best-seller de Plinio Corrêa de Oliveira "Reforma Agrária, Questão de Consciência" sai a lume no dia 10 de Novembro de 1960. A primeira parte da obra devia-se ao próprio Plinio, que submeteu o texto à apreciação de D. Antônio de Castro Mayer e a D. Geraldo de Proença Sigaud, respectivamente Bispos de Campos e de Jacarezinho, a fim de que o examinassem do ponto de vista teológico e o assinassem juntamente com ele. Ao economista Luiz Mendonça de Freitas devia-se a segunda parte da obra, de natureza estritamente técnica. Esta obra teve quatro edições no Brasil, e na Argentina (1963), Espanha (1969), e Colômbia (1971) um total de seis, totalizando dez edições e cerca de quarenta mil exemplares.
O livro causou polêmica e oposição de setores da esquerda católica. D. Hélder Câmara, D. Fernando Gomes, Cardeal Motta, e Gustavo Corção são alguns dentre os quais teceram críticas ao livro. Neste tempo, o grupo da Revista Catolicismo, já em fase de transição para tomar o nome TFP, passa a atuar nas ruas, alertando contra os males do suposto comunismo, com João Goulart no poder. São difundidos até o fim de 1963, 11.500 exemplares (três edições) da "Carta Pastoral prevenindo os diocesanos contra os ardis da seita comunista", de D. Antônio de Castro Mayer, treze mil exemplares (duas edições) da "Carta Pastoral sobre a seita comunista", de D. Geraldo de Proença Sigaud, e 110 mil exemplares (cinco edições) do "Catecismo Anticomunista", do mesmo autor. Em 1964, cai João Goulart do poder: um golpe depõe o presidente e instaura a ditadura militar que duraria no país até 1985.
No dia 8 de abril do mesmo ano, os autores de "Reforma Agrária - Questão de Consciência" (RA-QC) enviam aos membros do Congresso Nacional o estudo "Reforma agrária Aniz Badra-Ivan Luz significa Janguismo sem Jango" que denuncia suposta manobra para fazer aprovar lei da reforma agrária atentatória ao direito de propriedade. O projeto foi sustado no Senado, depois de ter sido aprovado na Câmara. Em fins de 1964, o Congresso aprovou às pressas, em 22 dias de debates, a Emenda Constitucional nº 10 e o Estatuto da Terra. Antes da aprovação, no dia 4 de novembro de 1964, os autores de RA-QC enviaram a todos os deputados e senadores o documento "O direito de propriedade e a livre iniciativa no projeto de emenda constitucional nº 5/64 e no projeto de Estatuto da Terra", no qual acusavam traços confiscatórios na emenda constitucional proposta e no projeto de lei em questão. A 24 de dezembro, após a promulgação das duas leis, a TFP consignou sua consternação, em um manifesto publicado nos principais órgãos de imprensa do País.
Na mesma época Plinio e seus seguidores atuaram no Concílio Vaticano II.[carece de fontes?] Em carta para a sua mãe já delineava o que ele sempre considerou uma tragédia:
| “ | A Senhora bem compreende, queridinha, que eu não poderia jamais, sob consideração nenhuma, renunciar a prestar à Igreja, à qual dediquei minha vida, este serviço em uma hora histórica quase tão triste quanto a da Morte de Nosso Senhor. | ” |

Em uma reunião para os correspondentes da TFP, Plinio lembrou como desde que recebeu a notícia considerou o evento o marco do início da revolução na Igreja. Em 1976 escreveu um apêndice para o livro Revolução e Contra-Revolução falando, entre outras, como o Concílio se quis "pastoral e não dogmático", mas foi na verdade "apastoral".

### 1966-1968: Campanhas contra o Divórcio e a infiltração na Igreja. Começa a escrever na FSP. Divulgação da Mensagem de Fátima
No dia 2 de junho de 1966 inicia-se a coleta de assinaturas da campanha contra o divórcio feita pela TFP sob a direção de Plinio. Em cinquenta dias, mais de 1 milhão de brasileiros aderem ao abaixo-assinado antidivorcista. Em plena campanha sofre ataque da CNBB. A TFP faz publicar nos principais diários do país a resposta.
No ano de 1968 Plinio Corrêa começa a dirigir campanhas contra o clero supostamente subversivo e comunista que visaria destruir a Igreja de dentro.[carece de fontes?] Em junho, envia uma carta para Dom Hélder Câmara, a propósito das atividades do Padre belga Joseph Comblin.[carece de fontes?] Esta carta foi publicada nos principais órgãos de imprensa do país, e dela a TFP distribuiu 500 mil cópias à população, em volantes, sob o título "A TFP pede medidas contra Padre subversivo". Dom Helder Câmara não deu atenção. Este e outros fatores levaram Plinio a organizar um abaixo-assinado pedindo a Paulo VI medidas eficazes contra a infiltração comunista em meios católicos. Em 58 dias, a TFP conseguiu mais de 1.600.368 de assinaturas. O abaixo-assinado deu-se também na Argentina, Chile e no Uruguai. A contagem final das assinaturas, quando foi entregue em microfilme, ao Vaticano, no dia 7 de novembro de 1969, dava mais de 2 milhões. Nenhuma resposta veio da Santa Sé. Em agosto deste ano, o presidente da TFP passa a escrever na Folha de S.Paulo, jornal de maior circulação no Estado.[carece de fontes?]
É escrito e começa a ser divulgado naturalmente, sob a orientação de Plinio, o livro "As Aparições e a mensagem de Fátima conforme os manuscritos da Irmã Lúcia", do membro da TFP brasileira Antonio Augusto Borelli Machado. Até junho de 1997, o livro havia alcançado 3,5 milhões de exemplares em 157 edições e 13 idiomas.[carece de fontes?]

## Décadas de 1970 a 1990

### Embates sobre a Missa Nova, Manifesto da Resistência à Ostpolitik Vaticana
Em 1969 o Papa Paulo VI promulga a nova missa, para corresponder aos desejos do Concílio Vaticano II. Neste mesmo ano, Plinio denuncia em edição especial da Revista "Catolicismo" a infiltração de grupos subversivos ocultos na Igreja que querem mudar a liturgia: "Grupos ocultos tramam a subversão na Igreja" é transcrito em jornais ou revistas em 9 países, e tem tiragem total de 256 mil exemplares. Logo após a missa passar a ser celebrada oficialmente no mundo, em janeiro de 1970, o presidente da TFP escreve artigo:
| “ | Dois cardeais — duas personalidades muito chegadas, pois, ao Papa — não trepidaram em escrever a Paulo VI uma carta em que manifestavam viva apreensão e fundas reservas quanto ao novo "Ordo". E, mais ainda, os dois purpurados julgaram dever comunicar ao público a carta que haviam enviado ao soberano Pontífice (...) segundo os dois cardeais, o novo "Ordo" apresenta a Missa, não como um sacrifício conforme à doutrina católica, mas como uma ceia. E isto — acentuam eles — se aproxima do conceito protestante (...). No "Courrier de Rome" (25-7), leio uma declaração que, procedente de fonte diametralmente oposta, caminha para a conclusão a que chegaram os dois cardeais. Uma das mais célebres instituições protestantes da atualidade é o convento de Taizé, na França. Ora, em artigo publicado no diário católico parisiense "La Croix" o "irmão" Thurian, de Taizé, escreveu: "A reforma litúrgica deu um passo notável (com o "Ordo" novo) no campo do ecumenismo. Ela se acercou das próprias formas litúrgicas da Igreja luterana | ” |

A denúncia e o artigo preparavam o público e em específico aqueles que acompanhavam este pensador católico, a receber o livro, não publicado pela TFP, mas por um membro, com o qual concordavam o presidente e a maior parte dos membros. Tratava-se do "Considerações sobre o Ordo Missae de Paulo VI", de Arnaldo Xavier da Silveira. Em 1974, a TFP publica o "Manifesto da resistência contra a política de distensão do Vaticano com os Governos Comunistas" em 21 jornais de 10 países. Ali, de passagem, é mencionado para Paulo VI o livro, o atrito ocorrido com um Bispo, e o motivo da falta de publicidade do livro pela TFP por causa de um prelado que pediu, "de joelhos, se necessário fosse", que a TFP não publicasse o trabalhoː
| “ | Não é o caso de tratar aqui de outros assuntos que talvez sejam levantados de público a propósito da presente declaração. Referimo-nos mais especialmente a episódios dolorosos como o do Sr. Bispo de Nova Friburgo, que determinou a recusa da Comunhão Eucarística a sócios ou militantes da TFP, quando se apresentassem de modo notório, incorporados ou com as respectivas insígnias, bem como a fatos mais ou menos análogos ocorridos em igrejas de outros locais do Brasil. Em artigo publicado na "Folha de S. Paulo" de 27/5/73, o Presidente do Conselho Nacional da TFP, teve ocasião de explicar que em certa matéria de índole essencialmente religiosa, sócios e militantes de nossa entidade têm – enquanto católicos – uma atitude tomada, sobre a qual só não se pronunciaram de público a pedido de altíssima autoridade eclesiástica. | ” |

### Denúncias: "Tribalismo Indígena, Ideal Comuno-Missionário para o Brasil", e "A Igreja ante a escalada da Ameaça Comunista - Apelo aos Bispos Silenciosos"
Num total de 51 mil exemplares e 4 edições, o livro "A Igreja ante a escalada da Ameaça Comunista - Apelo aos Bispos Silenciosos", escrito por Plinio e divulgado pela TFP alcança enorme sucesso, protestos de Bispos como D. Arns, D. Lorscheiter, a CNBB, e vai parar em Roma, conforme informa o jornalista Rocco Morabita: "Em várias épocas era possível encontrar, em mesas de trabalho do Vaticano, algumas cópias do livro de Plinio Corrêa de Oliveira, "A Igreja ante a escalada da ameaça comunista", editado em São Paulo, e que contém justamente longas citações de escritos e poesias de D.Pedro (Casaldáliga)".
Sócios e cooperadores da TFP saem nestes anos em caravanas de propaganda do livro “Tribalismo indígena, ideal comuno-missionário para o Brasil no século XXI” (publicado em 1977 sob autoria de Plinio Corrêa), tendo percorrido, para essa divulgação, 2.963 cidades em todos os quadrantes do Brasil. Nove edições sucessivas totalizaram até hoje 87,5 mil exemplares. O trabalho denuncia o que ele chama de corrente neomissionária esquerdizante que se opõe a civilizar e catequizar os indígenas, e prega uma espécie de “luta de classes” entre silvícolas e brancos. Entre os principais propulsores deste movimento estavam D. Tomás Balduino e D. Pedro Casaldáliga, bispos da Igreja Católica.

Discursando em pé tendo à sua direita Bertrand de Orléans e Bragança

### 1978-1981: Mensagem “O socialismo autogestionário: em vista do comunismo, barreira ou cabeça de ponte?”. Estrondo publicitário da Globo contra a TFP
No ano de 1981, em vistas de desmascarar o suposto socialismo confiscatório e agro-reformista, Plinio Corrêa de Oliveira publica e a TFP divulga dois trabalhos importantes: "Sou Católico: Posso ser Contra a Reforma Agrária?" em 4 edições e 29 mil exemplares, e a mensagem “O Socialismo autogestionário: em vista do comunismo, barreira ou cabeça de ponte?” em 34,5 milhões de exemplares e 178 edições em 53 países. Esta mensagem denunciava fortemente o presidente Mitterrand, que supostamente colocava a ideia do socialismo autogestionário no auge da popularidade no mundo inteiro. Indicava ela que "o apoio aberto dado aos movimentos guerrilheiros da América Central, nos quais a "esquerda católica" se engajara a fundo, e em particular a provocante proteção diplomática e militar concedida ao sandinismo da Nicarágua, supostamente atestavam que as pretensões imperialistas do socialismo francês não eram simples figuras de retórica". Por esta e outras pressões Mitterrand teve de arquivar seu projeto autogestionário logo nos primeiros meses de governo.

### Livro-denúncia sobre as Comunidades Eclesiais de Base
Lançado em 1982, o livro "As CEBs...das quais muito se fala, pouco se conhece. A TFP as descreve como são" alcança 6 edições e 72 mil exemplares.[carece de fontes?] Mais uma obra de Plinio Corrêa de Oliveira em tom de denúncia, e contra o clero progressista. No mês de novembro de 1984, ainda em divulgação da obra, a Revista Catolicismo, sob a orientação de Plinio publica um número especial com extensa e documentada matéria sob o título " 'Esquerda Católica' incendeia o País" tratando das agitações que conflagravam áreas rurais e urbanas visando reformas sócio-econômicas profundas dirigidas pelas CEB's, a Comissão Pastoral da Terra (CPT), e também pelo PT, com colaboração mais fraca do PCB e do PC do B. O número teve tiragem de 91,3 mil exemplares.[carece de fontes?]
Sob a orientação de seu fundador, a TFP promovia, desde setembro de 1974, diversas conferências e congressos para seus correspondentes e simpatizantes.[carece de fontes?] Entretanto, o movimento consolidou-se e ganhou envergadura a partir do I Encontro, realizado em São Paulo em maio de 1983, que congregou 400 participantes do Sul, do Leste e do Centro-Oeste do país. Desta época até fevereiro de 1986, quando se decidiu fazer somente encontros regionais em vista do alto número de pessoas, realizaram-se os seguintes encontros:
- II Encontro (22 e 23 de outubro de 1983): 735 participantes de 12 Estados. Com a presença de 53 norte-americanos, além de canadenses e chilenos;[carece de fontes?]
- III Encontro (21 e 23 de julho de 1984): 1017 participantes de 15 Estados. Com a presença de 80 norte-americanos, bem como pessoas do Canadá, Espanha, França, África do Sul, Argentina, Chile, Equador, Peru, Uruguai, Venezuela, Austrália e Filipinas;[carece de fontes?]
- IV Encontro (25 e 27 de julho de 1985): 1320 participantes de 17 Estados, e também de 19 países, incluindo Portugal, Austrália e Nova Zelândia;[carece de fontes?]
- V Encontro (2 a 4 de agosto de 1985): 1414 participantes de 19 Estados, e também de 13 países;[carece de fontes?]
- VI Encontro (8 a 11 de fevereiro de 1986): 1426 participantes de 15 Estados, e também de 12 países.[50]

Nesta época cresceu também o número de acusações contra Plinio Corrêa de Oliveira e a entidade que dirigia. A 15 de Agosto de 1984, uma chamada de primeira página na "Folha de S. Paulo" dizia: "Dissidência na TFP causa crise interna", causando surpresa por causa do crescente número de simpatizantes e membros. A matéria, assinalada por João Vitor Strauss, fazia referência ao desligamento do membro Orlando Fedeli, então há 30 anos na TFP. A resposta ao jornalista salientou que este membro "foi seguido tão-só por 14 cooperadores, que assim deixaram intacta a grande maioria coesa e descontraída dos sócios e cooperadores da TFP: cerca de 1.200". Como a TFP havia respondido em três livros as acusações deste e de outro ex-membro chamado Giulio Folena, expulso em 1964 por ter sido pego em flagrante por lenocínio, Plinio disse que só voltaria ao assunto no dia em que os acusadores tivessem uma refutação "de substância proporcionadas com a altura dos teólogos, moralistas e canonistas célebres em que o livro da TFP se baseia". Os livros possuem o parecer favorável do teólogo Pe.Victorino Rodriguez, O.P.

### Livro-denúncia "Projeto de Constituição angustia o país"
Em outubro de 1987, Plinio Corrêa de Oliveira lança, com intensa divulgação pela TFP, o livro "Projeto de Constituição angustia o país", o qual analisa exaustivamente o Substitutivo Cabral 2, em discussão naquele momento, demonstrando seu caráter fortemente esquerdista. A obra foi oferecida a todos os Constituintes, acompanhada de carta do autor. Em cinco meses de campanha em praças e vias públicas de mais de 240 cidades de 18 unidades da Federação, escoaram-se inteiramente os 73 mil exemplares das três edições. Ressalte-se a média-recorde de 1083 exemplares diários durante os dezenove dias de difusão intensiva da obra na Grande São Paulo. Segundo o "Correio Braziliense", e o "Jornal de Brasília", junto com "Perestroika", de Mikhail Gorbachev, foi o livro mais vendido do ano, em São Paulo e no Rio.

Palestrando no Auditório São Miguel da TFP em São Paulo

O livro ainda teve repercussões muito tempo depois de lançado e falecido o autor: No Supremo Tribunal Federal, na votação da reserva contínua Raposa/Serra do Sol, no voto do eminente Ministro Marco Aurélio Mello, ele foi citado como verdadeiramente profético:
| “ | Também vale registrar que, em 1987, o professor Plinio Corrêa de Oliveira, autor de 'Tribalismo Indígena', diante dos trabalhos de elaboração da Carta de 1988, advertiu: "O Projeto de Constituição, a adotar-se em uma concepção tão hipertrofiada dos direitos dos índios, abre caminho a que se venha a reconhecer aos vários agrupamentos indígenas uma como que soberania dimutae rationis. Uma autodeterminação, segundo a expressão consagrada" Proféticas palavras tendo em conta, até mesmo, o fato de o Brasil, em setembro de 2007, haver concorrido, no âmbito da Assembléia Geral da Organização das Nações Unidas, para a aprovação da Declaração Universal dos Direitos dos Indígenas | ” |

Em junho de 1988, D. Antônio de Castro Mayer foi, juntamente com D.Marcel Lefebvre, excomungado automaticamente pelo Código de Direito Canônico (cân.1382) por sagrar quatro bispos. Já nesta época era público e notório o distanciamento, ocorrido vários anos antes, de Plinio e da TFP em relação aos dois prelados, conforme foi amplamente noticiado pela imprensa na ocasião. "A TFP não tem vínculos com o movimento de Mons. Lefèbvre. Não os tem depois de haver sido este excomungado, porém igualmente já não os tinha muito tempo antes", afirmou o fundador.

### Campanha pela libertação da Lituânia, Livro "Nobreza e Elites Análogas"
"Quanto aos partidos comunistas das nações do Ocidente, murcharam de modo óbvio, ao estampido das primeiras derrocadas na URSS. Mas já hoje vários deles começam a se reorganizar com rótulos novos. Esta mudança de rótulo é uma ressurreição? Uma metamorfose? Inclino-me de preferência por esta última hipótese. Certezas, só o futuro as poderá dar".
Assim Plinio descrevia a história em 1992, e tendo em vista esta perspectiva, organizou uma recolha de assinaturas em apoio da Lituânia. Com 5 218 000 assinaturas reunidas no espaço de menos de três meses, a Campanha "Pró Lituânia Livre" entrou na época no Livro Guiness dos Recordes como o maior abaixo-assinado da História. A entrega dos microfilmes das assinaturas teve lugar a 4 de dezembro de 1990, na sede do Parlamento Lituano, em Vilnius. Uma delegação composta por onze membros das diversas TFP, dirigida pelo Dr. Caio V. Xavier da Silveira, diretor do Bureau-TFP de Paris, fez entrega pessoalmente dos microfilmes do abaixo-assinado ao então Presidente Vytautas Landsbergis. Em 27 de Agosto de 1991, a independência da Lituânia foi reconhecida pelos Estados ocidentais e, no dia 6 de Setembro seguinte, pela própria União Soviética. O mesmo acontecia pouco depois com os outros Países Bálticos.

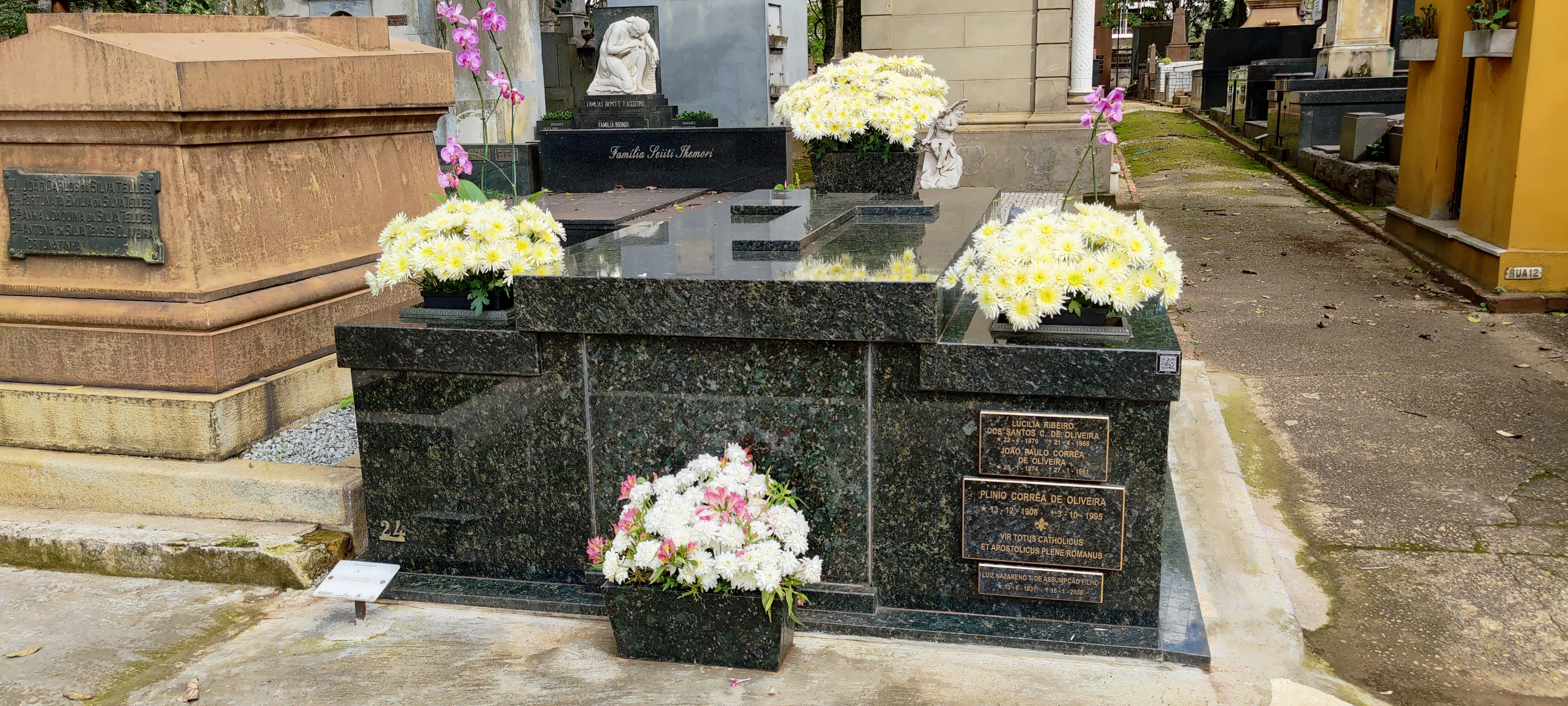
Túmulo de Corrêa de Oliveira no Cemitério da Consolação (2022)

Faleceu no dia 3 de outubro de 1995 e foi enterrado no Cemitério da Consolação, em São Paulo, junto de sua mãe, Dona Lucilia. Seu túmulo ainda é visitado e venerado por muitos.

### Publicações em vida[61]
- 1943 - "Em Defesa da Ação Católica" - 2 edições, 4.500 exemplares.
- 1951 - "Via Sacra" - 28 edições, 290 mil exemplares.
- 1959 - "Revolução e Contra-Revolução" - 26 edições, 10 idiomas, 123,7 mil exemplares
- 1960 - "Reforma Agrária, Questão de Consciência" - 10 edições em 6 países, 41 mil exemplares
- 1964 - Mensagem “Acordo com o regime comunista: para a Igreja, esperança ou autodemolição?” - 77 edições em 8 idiomas, num total de 171 mil exemplares. Reproduzido na íntegra em 39 jornais ou revistas de treze países.
- 1964 - "Declaração do Morro Alto" - 3 edições, 32 mil exemplares.
- 1965 - "Baldeação Ideológica Inadvertida e Diálogo" - 20 edições em 5 idiomas, 136 mil exemplares.
- 1969 - "Grupos ocultos tramam a subversão na Igreja" (edição especial da Revista "Catolicismo" no.220-221, maio-junho/69) - Transcrito em jornais ou revistas em 9 países, 256 mil exemplares.
- 1974 - Manifesto "A Política de Distensão do Vaticano com os Governos Comunistas. Para a TFP: omitir-se? ou resistir?" - Publicado em 21 jornais de 10 países.
- 1976 - "A Igreja ante a escalada da Ameaça Comunista - Apelo aos Bispos Silenciosos" - 4 edições, 51 mil exemplares.
- 1977 - "Tribalismo Indígena, Ideal Comuno-Missionário para o Brasil no Século XXI" - 9 edições e 87,5 mil exemplares. Publicado no Brasil e nos Estados Unidos.
- 1981 - "Sou Católico: Posso ser Contra a Reforma Agrária?" -  4 edições, 29 mil exemplares.
- 1981 - Mensagem "O Socialismo Autogestionário: em vista do comunismo, barreira ou cabeça-de-ponte?" - 34,5 milhões de exemplares, 178 edições em 53 países.
- 1982 - "As CEBs...das quais muito se fala, pouco se conhece - A TFP as descreve como são" - 6 edições, 72 mil exemplares.
- 1985 - "A Propriedade Privada e a Livre Iniciativa, no Tufão Agro-Reformista" - 2 edições, 16 mil exemplares.
- 1985 - "Guerreiros da Virgem - A Réplica da Autenticidade / A TFP Sem Segredos" - Uma edição, 2 mil exemplares.
- 1986 - "No Brasil,a Reforma Agrária leva a Miséria ao Campo e à Cidade - A TFP Informa, Analisa e Alerta" - 5 edições, 55 mil exemplares.
- 1987 - "Projeto de Constituição Angustia o País" - 4 edições, 73 mil exemplares.
- 1993 - "Nobreza e Elites Tradicionais Análogas nas Alocuções de Pio XII ao Patriciado e à Nobreza Romana" - 11 edições, 6 idiomas, 56 mil exemplares.

### Publicações póstumas
- 1997 - "O Universo é uma catedral, excertos do pensamento de Plinio Corrêa de Oliveira recolhidos por Leo Daniele".
- 1998 - "A cavalaria não morre, excertos do pensamento de Plinio Corrêa de Oliveira recolhidos por Leo Daniele".
- 1998 - "À procura de almas com alma, excertos do pensamento de Plinio Corrêa de Oliveira recolhidos por Leo Daniele".
- 2008 - "A Inocência Primeva e a Contemplação Sacral do Universo, no pensamento de Plinio Corrêa de Oliveira", IPCO.
- 2014 - "A calma e sua gentil superioridade, excertos do pensamento de Plinio Corrêa de Oliveira recolhidos por Leo Daniele".
- 2015 - "Minha Vida Pública - Compilação de relatos autobiográficos de Plinio Corrêa de Oliveira", Instituto Plinio Corrêa de Oliveira, Artpress, São Paulo

### Livros sobre a obra e vida de Plinio Corrêa de Oliveira
- 1980 - "Meio Século de Epopéia Anticomunista", Coleção Tudo sobre a TFP - 6 edições, espanhol, português e inglês. 55 mil exemplares.
- 1988 - "Um Homem, uma Obra, uma Gesta: Homenagem das TFP's a Plinio Corrêa de Oliveira".
- 1996 - "O Cruzado do Século XX: Plinio Corrêa de Oliveira", Roberto de Mattei (prefácio do Cardeal Stickler) - 4 idiomas
- 2001 - "Plinio Corrêa de Oliveira: Previsões e Denúncias em defesa da Igreja e da Civilização Cristã", Juan Gonzalo Larrain Campbell - Português e espanhol
- 2005 - "Plinio Correa de Oliveira - 1995-2005: Dez Anos Depois...", Fundadores da TFP
- 2012 - "A atualidade de Revolução e Contra-Revolução de Plinio Corrêa de Oliveira", Dr. Ivanaldo Santos.
- 2015 - "Begegnung mit Plinio Corrêa de Oliveira: Katholischer Streiter in stürmischer Zeit" (prefácio de Roberto de Mattei), Mathias von Gersdorff.
- 2016 - "O dom de Sabedoria na mente, vida e obra de Plinio Corrêa de Oliveira (5 Volumes)", Mons. João Scognamiglio Clá Dias, EP, Libreria Editrice Vaticana, Arautos do Evangelho, São Paulo.